# سیتوزین

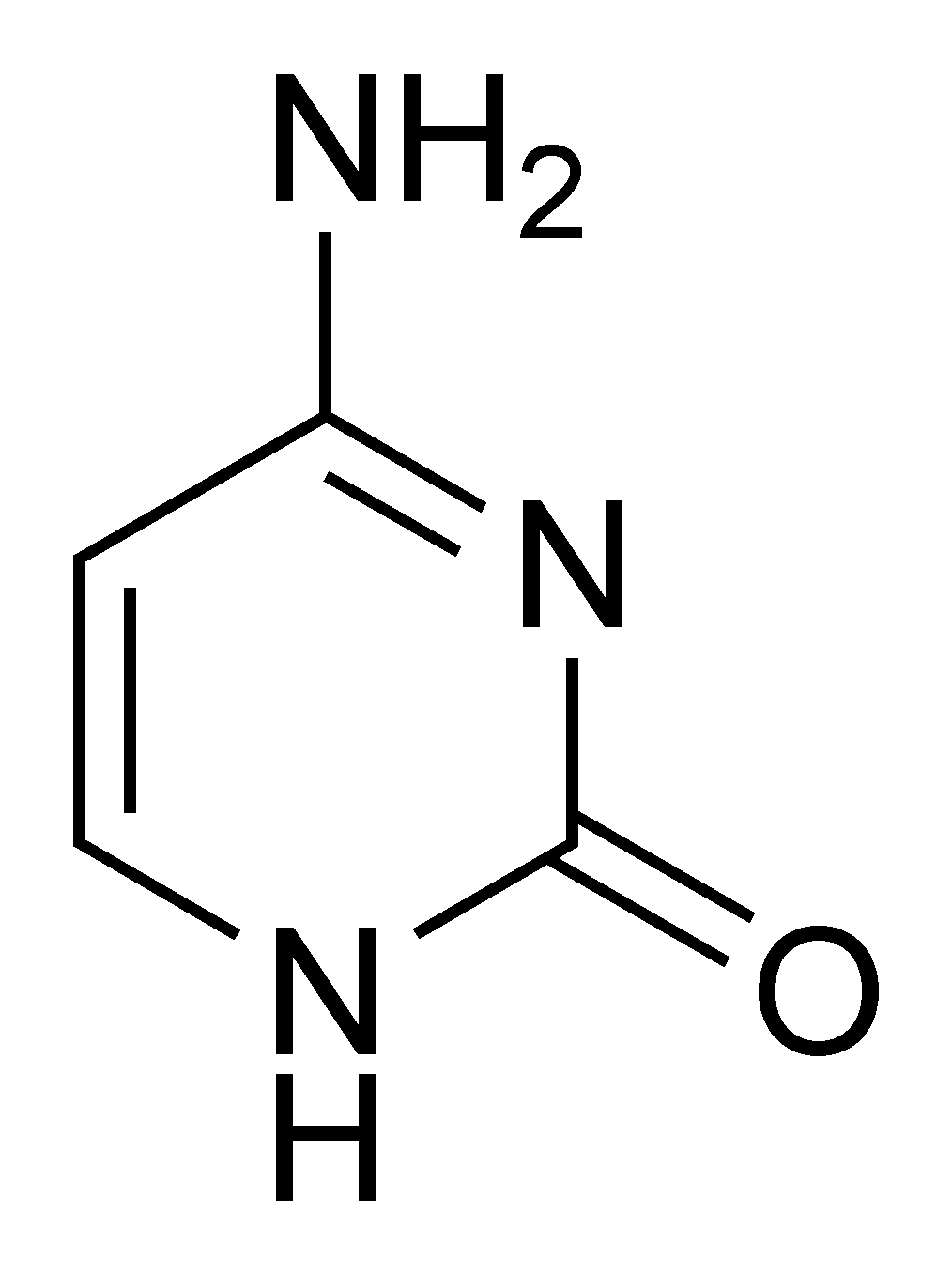
باز سیتوزین

سیتوزین یک باز نوکلئوتیدی و از مشتقات پیریمیدین است؛ و در دنا و رنا دیده می‌شود از نقاط داغ جهش هستند؛ و از راه نیتروژن شمارهٔ یک خود به کربن شمارهٔ یک قند متصل می‌شوند. این باز نسبت به محیط اسیدی بسیار مقاوم تر از نوع پورین است. جذب نوری پایین‌تری نسبت به آن‌ها دارد. در این باز صورت بندی آنتی به علت کاهش ممانعت فضایی ارجحیت بیشتری دارد. ۵_متیل سیتوزین و ۵_متیل هیدروکسی متیل سیتوزین حاصل متیله شدن آن است. جایگاه ۲٬۴و۶ این باز دچار فقر الکترون بوده و بنابراین قادر است با واکنشگرهای هسته دوست واکنش دهد. در این باز صورت بندی آنتی به علت کاهش ممانعت فضایی ارجحیت بیشتری دارد.
| ویژگی‌ها       |                         |
| ------------- | ----------------------- |
| فرمول شیمیایی | C4H5N3                  |
| جرم مولکولی   | ۱۰/۱۱۱گرم برمول         |
| نقطه ذوب      | ۳۲۵–۳۲۰درجه سانتیگراد   |
| چگالی         | ۵۵/۱گرم بر سانتی متمکعب |